# Koprivnica-Križevci distrikt
Koprivnica-Križevci distrikt (kroatisk: Koprivničko-križevačka županija) er et distrikt i Kroatien, beliggende ved floden Drava. Det ligger nordøst for Zagreb i regionen Centralkroatien og grænser til nabolandet Ungarn i nordøst. I sydøst grænser det til distriktet Virovitica-Podravina, i syd til Bjelovar-Bilogora, i sydvest til Zagreb distrikt, i nordvest til Koprivnica-Križevci og i nord til Međimurje distrikt. Den største byen og distriktshovedstad er Koprivnica og næststørste by er Križevci.

## Byer og kommuner
Distriktet er administrativ inddelt i 3 byer og 22 kommuner. Indbyggertal i følgende lister er fra folketællingen i 2001.

### Byer
| By         | Indb.  |
| ---------- | ------ |
| Đurđevac   | 8.862  |
| Koprivnica | 30.994 |
| Križevci   | 22.324 |

### Kommuner
| Kommune              | Indb. |
| -------------------- | ----- |
| Drnje                | 2.156 |
| Đelekovec            | 1.824 |
| Ferdinandovac        | 2.107 |
| Gola                 | 2.760 |
| Gornja Rijeka        | 2.035 |
| Hlebine              | 1.470 |
| Kalinovac            | 1.725 |
| Kalnik               | 1.611 |
| Kloštar Podravski    | 3.603 |
| Koprivnički Bregi    | 2.549 |
| Koprivnički Ivanec   | 2.361 |
| Legrad               | 2.764 |
| Molve                | 2.379 |
| Novigrad Podravski   | 3.161 |
| Novo Virje           | 1.412 |
| Peteranec            | 2.848 |
| Podravske Sesvete    | 1.778 |
| Rasinja              | 3.818 |
| Sokolovac            | 3.964 |
| Sveti Ivan Žabno     | 5.628 |
| Sveti Petar Orehovec | 5.137 |
| Virje                | 5.197 |